# Bitwa pod Kousséri
Bitwa pod Kousséri – starcie zbrojne, które miało miejsce 22 kwietnia 1900 r. w trakcie próby przejęcia przez Francuzów kontroli nad regionem Chari-Baguirmi na terenie obecnego Czadu.
Na przełomie lat 1899–1900 Francuzi wysłali do spornego regionu trzy kolumny wojsk: jedna wkroczyła do Czadu od południa z rejonu Konga, kolejna z Nigru, trzecia od północy z terenów Algierii. Oddziały francuskie spotkały się w dniu 21 kwietnia 1900 r. na prawym brzegu rzeki Szari, niedaleko miasta Kousséri (obecnie Kamerun).
Regionalny władca sudański Rabih az-Zubajr kontrolował cały region dysponując siłami 10 000 piechoty i kawalerii, z których zaledwie 400 żołnierzy posiadało broń odtylcową. W roku 1899 Rabih przyjął francuskiego posłańca Ferdinanda de Béhagle. Rozmowy zakończyły się niepowodzeniem a poseł został uwięziony. Dnia 17 lipca 1899 r. wojska Rabiha rozbiły całkowicie oddział wojska porucznika Henri Bretonneta pod Togbao, zdobywając 3 działa. Po tym zwycięstwie Rabih wydał rozkaz powieszenia de Béhagle. Do kolejnego starcia doszło pod Kuono, gdzie pobito oddział francuski dowodzony przez Émile Gentila wspierany przez łódź Leon Blot. Oddział francuski mimo znacznych strat pomaszerował dalej, kierując się ku Kouséri, gdzie połączył się z siłami francuskimi dowodzonymi przez Amédée-François Lamy’ego oraz Joallanda-Meyniersa. Jako najwyższy rangą oficer Lamy objął dowództwo nad całością sił.
Dnia 22 kwietnia 1900 r. doszło do bitwy. Siły francuskie składały się z 700 strzelców senegalskich, 600 żołnierzy piechoty i 200 jazdy wywodzącej się z miejscowego, wrogiego Rabihowi sułtanatu Baguirmi. Oddział skierował się z Kousséri w kierunku obozu Rabiha, zachodząc go z trzech stron. Jedynie od strony rzeki Szari obrońcy mieli wolną przestrzeń. Rozgorzała walka o obóz. W pewnym momencie wojownicy Rabiha dokonali wypadu z obozu, w tej fazie bitwy śmierć poniósł Lamy. Udany wypad nie zapobiegł jednak utracie obozu przez Rabiha, który rozpoczął ucieczkę. Podczas przekraczania rzeki Szari Rabih został zastrzelony przez ścigających go strzelców senegalskich.
W wyniku zwycięstwa pod Kousséri Francuzi przejęli kontrolę nad całym swoim terytorium kolonialnym.

Głowa Rabiha az-Zubajra jako trofeum po bitwie